# Liberty Bell March

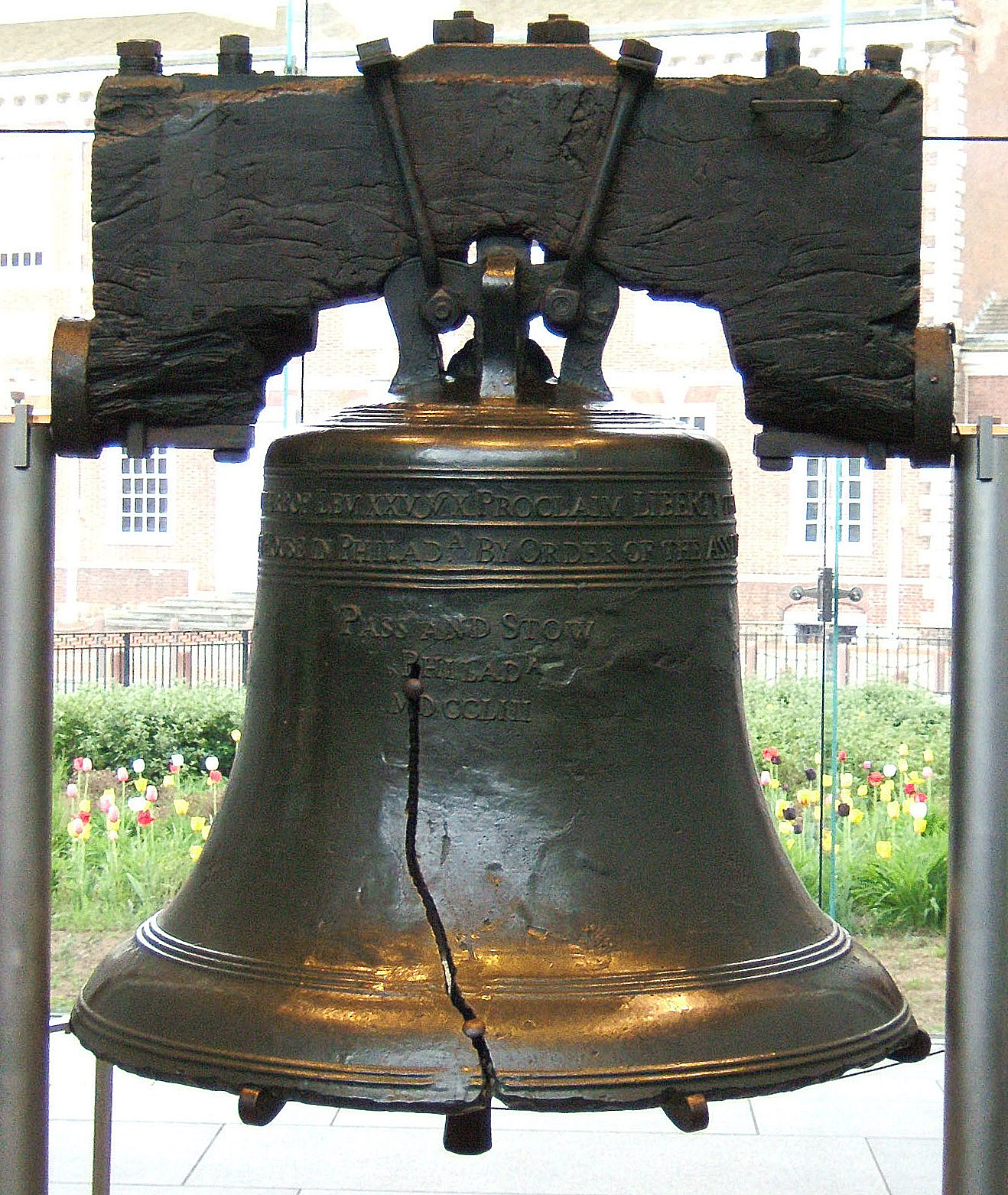
De Liberty Bell

De Liberty Bell March is een Amerikaanse militaire mars, gecomponeerd door John Philip Sousa in 1893. De mars heeft ook buiten de Verenigde Staten een zekere bekendheid gekregen omdat hij diende als herkenningsmelodie van het Britse satirische televisieprogramma Monty Python's Flying Circus. Oorspronkelijk zou de mars The devils deputy hebben geheten, maar uit commerciële overwegingen verkoos Sousa de mars te vernoemen naar een van de belangrijkste symbolen uit de Amerikaanse Onafhankelijkheidsoorlog: de Liberty Bell.
De United States Marine Band speelde de Liberty Bell March tijdens de inauguraties van de presidenten Clinton (1993) en George W. Bush (2005). De mars is onder andere herkenbaar aan het gebruik van buisklokken, die het geluid van de Liberty Bell moeten imiteren.
De Liberty Bell March werd dagelijks gespeeld door de wacht bij Buckingham Palace, tot het nummer zo zeer met Monty Python werd geassocieerd dat een andere mars werd gekozen.